# Townsville
Townsville é uma cidade localizada na costa nordeste da Austrália, no estado de Queensland. Situa-se a 1300 km ao norte de Brisbane e a 350 km ao sul de Cairns. A "nova" cidade de Townsville foi formada em março de 2008, quando as municipalidades de Townsville e Thuringowa se fundiram. Segundo o censo de 2006, a cidade tinha  143 328 habitantes. A população estimada para 2009 (incluindo Thuringowa) era de 181 743 habitantes. Townsville tem 330 dias ensolarados por ano e está próximo à Grande Barreira de Corais.
Townsville recebe muita chuva, mais de um metro por ano, principalmente no período chuvoso de novembro a abril.